# 坏死性小肠结肠炎
坏死性小肠结肠炎（英語：Necrotizing enterocolitis, NEC）是一种多发于早产婴儿的疾病，可能会导致小肠坏死，严重时会危及生命。

## 体征及症状
多发于早产儿，其发病率和出生时的胎龄成反比。出生越早的婴儿，越容易得NEC。初期症状包括喂养不耐受，增加胃残留物，腹胀，便血。症状可能迅速恶化至小肠穿孔，腹膜炎和低血压以及腹部变色。

## 诊断
初期的诊断往往是根据经验来判断，需要临床诊断以及超音波成像来协助。NEC的病症包括扩张型肠循环，气体在肠道内形成固定环路产生的腹部涨气。可以从腹部穿刺中提取腹液来判断是否已经肠穿孔。最近医学实践证明，超音波成像已经可以更准确的帮助医生确诊是否是NEC，之前医生需要借助X光片才能确诊病例。体重低于1500克的新生儿，会有5%-10%患NEC的可能。但是现在还不清楚早产儿及低体重婴儿是否存在潜在的原因导致NEC病发。

## 治疗

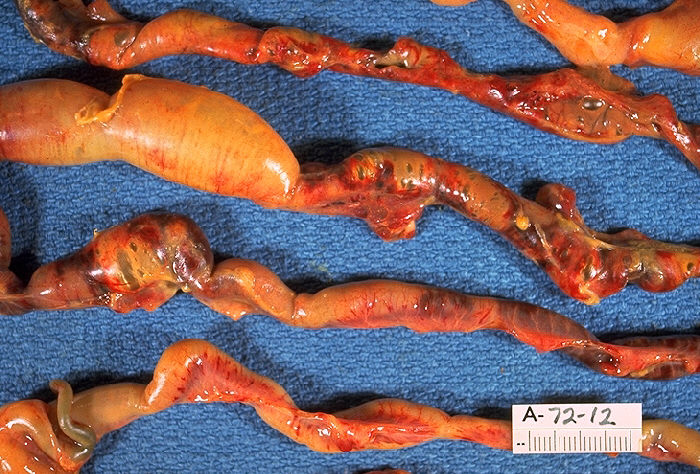
细部放大的坏死性小肠结肠炎坏死标本

治疗NEC主要包括提供静脉供养，停止肠道供养，让肠道得到休息。间歇性喂食流质营养，对肠道进行减压，纠正电解质，减轻腹腔（第三空间）压力，调节血压，并及时抗生素治疗。内科进行临床检测并且每6小时进行腹部左侧X光片检查。如果在内科持续监测及治疗的情况下，病情没有得到好转，发现了小肠穿孔的迹象，应立即进行外科手术，进行死肠切除手术。手术可能会需要进行结肠造口术，造瘘口可以在下一次的手术中移除，如果切除了太多的小肠，患儿也会有短肠综合症的问题。

## 原因
坏死性小肠结肠炎没有明确的已知原因。传染性病原体是被怀疑的对象，有发生在新生儿重症监护室集体爆发的病例，但是没有确定患儿之间的共同性。绿脓杆菌也是造成新生儿小肠结肠炎的怀疑对象之一。肠菌群，是新生儿免疫系统中固有的弱点，在使用抗生素五天以上，以及肠粘膜的改变或者是喂养方式的改变，都是有可能是引起坏死性小肠结肠炎的病因。NEC最容易影响到的部分就是回盲瓣（小肠与大肠之间的过渡），并且几乎从来没有见过婴儿于口腔喂养之前得病。喂养配方奶粉比母乳喂养的婴儿患病的几率高十倍。挤出来的母乳不仅具有保护婴儿抗感染作用，其免疫球蛋白也可以更容易及迅速的被婴儿消化。

## 预防
一旦孩子是早产儿，必须考虑到减少NEC发生的风险。为了实现这一目标，提供高营养饲料和母乳喂养都是重要的。在使用药物时需要很小心的进行控制，防止败血症的发生。在艾奥瓦大学附属的新生儿重症监护室所汇集的报告中指出，应尽早提供静脉注射与母乳喂养相混合，待肠道逐渐成熟后，酌量添加母乳喂养的比例，以减轻发生NEC的风险。新生儿的肠道黏膜细胞没有得到足够的滋养动脉供血以保持健康，尤其是早产儿，肠道的血液供应非常有限，由于发展不成熟的毛细血管，所以从肠道吸收的营养物质也非常有限。

## 治愈后
如果没有接受手术治疗，在没有进行口腔喂养10-14天后可以对新生儿逐渐恢复正常的喂养，在远期也有可能发生肠梗塞或贫血的并发症。尽管有非常大的死亡风险，在接受手术的患儿中，仍有70-80％的存活率。 NEC的外科手术患儿存活后的风险包括短肠综合症的并发症，以及神经发育残疾。